# Oligoryzomys andinus
Oligoryzomys andinus är en däggdjursart som först beskrevs av Wilfred Hudson Osgood 1914.  Oligoryzomys andinus ingår i släktet Oligoryzomys och familjen hamsterartade gnagare. IUCN kategoriserar arten globalt som livskraftig. Inga underarter finns listade i Catalogue of Life.
Denna gnagare förekommer i Anderna i Peru och Bolivia. Arten lever i regioner som ligger 1700 till 4000 meter över havet. Habitatet utgörs av mera fuktiga buskskogar och av odlade områden.